# Alexander Iwanowitsch Pirumow
Alexander Iwanowitsch Pirumow (russisch Александр Иванович Пирумов; * 6. Februar 1930 in Tiflis/GSSR; † 20. Juli 1995 in Moskau) war ein russischer Komponist und Musikpädagoge.

## Leben und Wirken
Pirumow war Schüler von Dmitri Kabalewski. Er unterrichtete seit 1962 Komposition am Moskauer Konservatorium, seit 1982 als Professor. Zu seinen Schülern zählten Alexander Iljitsch Rabinowitsch-Barakowski (Alexandre Rabinovitch), Mark Minkow, Jelena Firsowa, Jefrem Podgaiz, Alischer Latifsoda und andere.
Pirumow komponierte unter anderem vier Sinfonien, die Kantate 26 (1956), Konzertvariationen für Klavier und Orchester (1972), Kammermusik, Klavier- und Chorwerke sowie Filmmusiken.